# جول العضب (عمد)

تعديل مصدري - تعديل

جول العضب هي إحدى قرى  بمديرية عمد التابعة لمحافظة حضرموت، بلغ تعداد سكانها 71 نسمة حسب تعداد اليمن لعام 2004.